# Mount Prospect
Mount Prospect är en ort (village) i Cook County, i delstaten Illinois, USA. Enligt United States Census Bureau har orten en folkmängd på 54 403 invånare (2011) och en landarea på 26,8 km².